# Гёнью
Гёнью, Геньо (венг. Gönyű) — село и муниципалитет в северо-западной Венгрии, у границы со Словакией, в 16 километрах к востоку от Дьёра. Входит в Дьёрский яраш в медье Дьёр-Мошон-Шопрон. Крупный речной порт на Дунае, в 15 километрах к востоку от устья Рабы. Население 3049 человек по переписи 2015 года.
Развитие села во второй половине XIX века связано с тем, что стали ходить пароходы на Дунае. Во время Второй мировой войны утратил значение из-за развития порта Комаром. В 1944 году были депортированы евреи. В 1990-е годы начато строительство порта Дьёр-Гёнью на Дунае (1792 км) с подключением его к сети автомобильных и железных дорог.
В 2011 году была введена в эксплуатацию парогазовая установка в Гёнью мощностью 428 МВт и с коэффициентом полезного действия 59 % на базе газовой турбины SGT5-4000F. Построена Siemens по заказу венгерского подразделения компании E.ON, с 2016 года — подразделения Uniper.

## Население
| Год  | Численность | Численность |
| ---- | ----------- | ----------- |
| 2013 | 3012        | [ 6 ]       |
| 2014 | 3051        | [ 7 ]       |
| 2015 | 3049        | [ 8 ]       |
| 2021 | 3168        | [ 9 ]       |
| 2022 | 3206        | [ 10 ]      |
| 2023 | 3230        | [ 11 ]      |
| 2024 | 3274        | [ 1 ]       |